# Новое Шахово
Но́вое Ша́хово (укр. Нове Шахове; до 2016 г. Ро́зы Люксембу́рг, ранее Христиа́новка) — село на Украине, находится в Добропольском районе Донецкой области.

## История
Христиановка (Luxemburg, Шахово) — село протестантов в Алексеевской волости было основано в 1891 году. Община владела 2 100 десятинами земли. Приход Людвигсталь-Шидлово. В 1905 году здесь проживали 226 человек.
Население по переписи 2001 года составляет 191 человек. Почтовый индекс — 85030. Телефонный код — 6277.

## Адрес местного совета
85030, Донецкая область, Добропольский р-н, с.Никаноровка, ул. Мира, д. 50